# В четырёх стенах (телесериал)
«В четырёх стена́х» (англ. The Great Indoors) — американский телесериал (ситком), созданный Энди Экерманом и Майком Гиббонсом с Джоэлем Макхэйлом в главной роли. Сериал выходил в эфир на CBS с 27 октября 2016 года по 8 мая 2017 года.
13 мая 2017 года сериал был закрыт после одного сезона.

## Сюжет
Джек Гордон сделал себе имя как репортёр журнала «Бескрайние пределы». Но дни его исследования мира заканчиваются, когда основатель журнала, Роланд, объявляет переход журнала в режим веб-публикации — и, в своей штаб-квартире в Чикаго, назначает Джека руководителем журналистской команды, состоящей из молодёжи-«двухтысячников».

## В ролях
- Джоэл Макхэйл — Джек Гордон, знаменитый путешественник-репортёр, волею обстоятельств вынужденный начать работать в издательском отделе родного журнала. Эгоцентрик, перфекционист, любитель сарказма.
- Сюзанна Филдинг — Брук, дочь Роланда, нынешний босс Джека, с которым у неё раньше были «отношения на одну ночь». Милая и добрая. Помолвлена с милым, дружелюбным парнем по имени Пол, который ведёт себя как подросток (по мнению Джека).
- Кристофер Минц-Плассе — Кларк Робертс, гик, который боготворит Джека и знает всё о выживании — но только в теории. Влюблён в Эмму, в последней серии они поцеловались.
- Крис Уильямс — Эдди, лучший друг и сосед Джека, который работает в местном баре и помогает ему лучше понять его коллег.
- Кристина Ко — Эмма Чо, эксперт в социальных медиа. Умна, но малоэмоциональна. Любит Бейонсе.
- Шон Браун — Мэйсон Триммер, бисексуальный хипстер, который вообще не проводит время на улице. Лучший друг Кларка.
- Стивен Фрай — Роланд, профессиональный «турист в законе», основатель журнала. Отец Брук; в прошлом — наставник, а ныне — друг и собутыльник Джека.
- Дебора Бэйкер мл. — Эстер, странноватый администратор офиса журнала «Бескрайние пределы». Практически в каждой серии рассказывает о странном событии, произошедшем с ней.

## Разработка и производство
Канал CBS заказал пилотный выпуск 29 января и запустил съёмки с 13 мая 2016.
Премьера сериала состоялась на канале 27 октября 2016 года в 20:30. 14 ноября 2016 года канал CBS заказал продление съёмок до полного сезона из 19-ти эпизодов. Дополнительные три эпизода были добавлены 6 января 2017 года — расширяя сезон до 22 эпизодов.

## Темы
Шоу исследует различные поколения и конфликт поколений, возникающий между технически подкованной онлайн командой двухтысячников — и руководителями «поколения Икс», которых сыграли Джоэл Макхэйл и Стивен Фрай.
Сериал вызвал критику за показ «двухтысячников», как более обидчивых и более чувствительных, чем старшие поколения. Как спросил один журналист: «Я сам двухтысячник. Разве мы такие уж изнеженные, и почему вас так беспокоит „излишняя“ политкорректность в нашей рабочей обстановке?»

Актёры и сценаристы на это отвечают, что сериал высмеивает недостатки всех поколений. Член съёмочной группы Кристофер Минц-Плассе говорит:
«Я знаю, что бо́льшая часть зрителей CBS принадлежит, скорее, к „поколению икс“, и это замечательно… Я думаю, что они могут узнать самих себя, высмеиваемых на ТВ-шоу — и посмеяться над этим».

## Эпизоды
| № | Название                | Режиссёр      | Автор сценария                                               | Дата премьеры   | Зрители в США (млн) |
| --- | ----------------------- | ------------- | ------------------------------------------------------------ | --------------- | ------------------- |
| 1 | «Пилотный выпуск»       | Энди Акерман  | Mike Gibbons                                                 | 27 октября 2016 | 8.81                |
| Джек Гордон — полевой корреспондент, который объездил весь мир с целью написания дорожных очерков для журнала «Открытые границы», узнаёт, что выпуск журнала теперь перешёл в интернет-формат. Он решил остаться в команде и отныне работать офисе с группой «миллениалов», которые хорошо разбираются в веб-публикации, но понятия не имеют о природе. Джек вскоре узнаёт, что его бывшая, Брук, которая одновременно является дочерью основателя журнала, также теперь работает с ним в одной команде. |                         |               |                                                              |                 |                     |
| 2 | «Dating Apps»           | Andy Ackerman | John Blickstead & Trey Kollmer                               | 3 ноября 2016   | 8.06                |
| Джек, который никогда не имел проблем с назначением свиданий, находит, что мир онлайн-приложений для знакомств значительно отличается от встреч с женщинами в традиционной манере. |                         |               |                                                              |                 |                     |
| 3 | «Step One: Shelter»     | Andy Ackerman | Brad Stevens & Boyd Vico                                     | 10 ноября 2016  | 7.69                |
| Пока Джек борется с собой, привыкая к новой жизни — работая исключительно в помещении, у журнала «Открытые границы» возникла задача — это задача сокращение бюджетных расходов, о чём ему говорит Брук: а именно, что они не могут больше позволить ему жить в шикарных отелях. В то время, как Джек ищет место, где жить, Кларк любезно предлагает ему разделить свою крошечную квартирку в качестве места для своего начальника — что приводит к краху. Между тем, Брук устала быть всё время «плохим полицейским», и «роет» в направлении Роланда, чтобы помочь своему отцу открыть в нём «инстинкт убийцы».                                                 |                         |               |                                                              |                 |                     |
| 4 | «You Don't Know Jack»   | Andy Ackerman | Damir Konjicija & Dario Konjicija                            | 17 ноября 2016  | 7.33                |
| Во время расчистки склада Джека, помогающая ему группа находит старый автоответчик с доказательствами того, что Джек когда-то жил с женщиной по имени Джесси. Джек признаёт, что он и Джесси были вместе в течение двух лет, и она разбила ему сердце, когда он вернулся из командировки и обнаружил, что она сбежала. Пока Эмма помогает Джеку разыскать Джесси, Кларк и Мейсон решают использовать артефакты, найденные в шкафах Джека и устроить вечеринку в стиле 90-х в баре у Эдди. |                         |               |                                                              |                 |                     |
| 5 | «No Bad Ideas»          | Andy Ackerman | Austen Earl                                                  | 24 ноября 2016  | 5.14                |
| Критическое отношение Джека к тусклым работам Кларка заставляет руководство принять против него меры в плане этики, заставив Джека говорить о Кларке только положительные вещи. Между тем, Брук собирает Эмму и Мейсона, чтобы найти нового стажера, который соответствовал бы стандартам этнического разнообразия. |                         |               |                                                              |                 |                     |
| 6 | «Going Deep»            | Andy Ackerman | Сюжет : Liz Feldman & Todd Linden Телесценарий : Liz Feldman | 1 декабря 2016  | 6.83                |
| Брук обвиняет Джека в том, что он плохой друг, — поскольку он не замечает, как плохо старине Эдди после развода. Что же касательно её собственной жизни, Брук узнаёт, что ее карточка участника в универмаге была аннулирована через три с лишним года, — что заставляет её задуматься, есть ли какой-либо прогресс в отношениях с её женихом Полом. Тем временем, Кларк, Эмма, и Мэйсон должны носить фитнес-часы для написания будущей статьи, и они конкурируют друг с другом, дабы увидеть, кто из них может двигаться больше. Показания монитора сердцебиения Кларка намекают, что он влюблён в Эмму.                                                      |                         |               |                                                              |                 |                     |
| 7 | «@Эмма»                 | Andy Ackerman | Isabelle Esposito                                            | 8 декабря 2016  | 7.31                |
| Джек и Брук проводят встречу с Эммой, ругая её по поводу её опозданий и неприемлемых рабочих привычек, заставляя Эмму бросить курить. Джек и Роланд пытаются взять на себя роль Эммы в качестве менеджера социальных медиа, но не сильно в этом преуспевают. Тогда они нанимают, казалось бы, квалифицированную Мэйбл (Лайла Ричкрик (Richcreek)) на эту должность, — но вскоре из-за этого воспоследовали пренеприятнейшие последствия. И они, наконец-то, пришли к выводу, что нужно просить Эмму вернуться. |                         |               |                                                              |                 |                     |
| 8 | «Office Romance»        | Andy Ackerman | Alex Edelman                                                 | 15 декабря 2016 | 8.11                |
| Кларк хочет совета от Джека о том, как бы ему заполучить свидание с Эммой; но сначала Джек должен переубедить HR, чтобы те сняли запрет на служебные романы. Джек преуспевает в этом, но ему приходится пожалеть об этом после того, как он переспал с Эми из бухгалтерии (англ. Jessica Makinson) — и она определённо слишком скучна, чтобы продолжать с ней встречаться. Теперь наоборот, Джеку нужен совет от Кларка (который имеет большой опыт быть брошенным) о том, как ему расстаться с Эми. |                         |               |                                                              |                 |                     |
| 9 | «The Mediocre Outdoors» | Andy Ackerman | Joanna Lewis & Kristine Songco                               | 5 января 2017   | 9.46                |
| Когда Кларку, Эмме, и Мейсону было поручено тестирование новой линейки продуктов для кемпинга, Джек решает, что он должен учить неопытную молодежь походному искусству, — как Роланд в своё время учил его и Брук: оставляя их на произвол судьбы в пустыне, — когда сам он отдыхает на шикарном курорте неподалеку. Брук яростно «сталкивается» с Джеком и её отцом, настаивая, что они должны сделать поход удовольствием для молодёжь, — потому что они не так хорошо обучены, как она и Джек. |                         |               |                                                              |                 |                     |
| 10 | «The Explorers' Club»   | Andy Ackerman | Craig Doyle                                                  | 12 января 2017  | 7.15                |
| Джек собирает молодёжный персонал на встречу в Чикаго с «Обществом приключений», чтобы услышать, как Роланд пересказывает альпинистскую легенду, которая вдохновила карьеру Джека. Но Роланд был отстранен от деятельности в «Обществе», когда президент клуба (Барри Боствик) сообщает присутствующим вновь открывшиеся обстоятельства, которые якобы свидетельствует, что Роланд солгал о некоторых подробностях приключений. Между тем, Эмма осуществляет наставничество девочек, подписанных на её в Twitter-е, — что заставляет Эмму почувствовать, что она уже перестала «быть актуальной» в её 26 лет.                                                   |                         |               |                                                              |                 |                     |
| 11 | «Mason Blows Up»        | Andy Ackerman | John Blickstead & Trey Kollmer                               | 19 января 2017  | 7.81                |
| Джек принимает все трудные задания по работе на себя, и назначает пустяковые поручения Мейсону и Кларку. Выполняя одно из своих заданий, Мейсон натыкается на похищенного тигра, эффектно завершив свой репортаж ставшей крылатой фразой «Ты попался!» («u'busted!»), «взорвав» тем самым социальные сети. Почувствовав вызов, Джек работает всю ночь над одним из своих рассказов, который также становится хитом, но сердится, когда Роланд предполагает, что именно новоиспечённый «крутяшка» Мейсон будет представлять его для журнала. Тем временем, Кларк невольно (и вопреки собственным желаниям) толкает Эмму и её нового парень поближе друг к другу. |                         |               |                                                              |                 |                     |
| 12 | «Paul's Surprise»       | Andy Ackerman | Mike Gibbons                                                 | 9 февраля 2017  | 7.43                |
| Брук знакомит Джека с её женихом Полом (Эндрю Лидс), и они просят Джека, чтобы он прочитал речь Роланда на их помолвке, потому что Роланд не сможет быть там. Джек делает это, но он сбивается на несколько оскорбительных шуток о Поле, заставив его коллег задаться вопросом: а нет ли у него чувства к Брук? Тем временем, Кларк, Эмма и Мейсон спорят о том, чья из их трёх должностей является руководящей над другими. |                         |               |                                                              |                 |                     |
| 13 | «DTR»                   | Andy Ackerman | Austen Earl                                                  | 16 февраля 2017 | 8.01                |
| После того, как Джек знакомится вслепую с Рейчел (Мэгги Лоусон) в баре и выдаёт старую речь в духе "не смотря на приверженность"[что?], они оба два взаимно решают, что «согласны с этими отношениями покончить, прежде чем начать». Затем Джек встречает жёстко зажигающую по вечеринкам юницу по имени Кейли (Кэтлин МакГи) и начинает зажигать с ней, но не успевает за её темпом. Кларк, Эмма и Джек Мейсон пытаются давать советы, но это бесполезно. Джек тогда восстанавливает контакты с Рейчел и они вдвоём решают попробовать начать отношения снова.                                                                                                 |                         |               |                                                              |                 |                     |
| 14 | «Friends Like These»    | Andy Ackerman | Joanna Lewis & Kristine Songco                               | 23 февраля 2017 | 7.29                |
| После того, как Джек обедает с Рейчел и некоторыми из её друзей, она говорит, что хотела бы встретиться со его друзьями. Другими, нежели Эдди, которого Рейчел уже знает; и Джек понимает, что его старые друзья или всё ещё ищут приключения, или умерли в техногенных вазаимосвязанных авариях. От «некуда деваться», он устраивает вечеринку с сотрудниками «Открытых границ», так что Рейчел сперва разочарована отсутствием настоящих друзей Джека; — прежде чем она поняла, что эти люди — и впрямь теперь его настоящие друзья. |                         |               |                                                              |                 |                     |
| 15 | «Relationship Jack»     | Andy Ackerman | Brad Stevens & Boyd Vico                                     | 9 марта 2017    | 7.02                |
| Когда Джек проводит все выходные в обнимку с Рейчел, пропуская самое важное, ключевое задание года для крупнейшего выпуска журнала, — Эдди, Роланд и Брук все вместе начинают бояться, что вернулся «Джек в отношениях», поскольку видели эту версию Джека раньше. Поскольку «альфа-самц» в офисе стал временно недействительным, Кларк берёт дело в свои руки и принимает на себя роль и образ Джека, заставив женщин в офисе увидеть его в ином свете. |                         |               |                                                              |                 |                     |
| 16 | «Aaron Wolf»            | Andy Ackerman | Craig Doyle                                                  | 27 марта 2017   | 4.12                |
| Джек выступает за журналистскую честность миллениумов и уговаривает их не поддаваться, когда они попадают под чары его заклятого врага, Аарона Вулфа (Крис Д'Элиа — англ. Chris D'Elia), бывшего сотрудника журнала, ставшего знаменитым хозяином открытого реалити-шоу. Джек вынужден работать со своим соперником Аароном, после того, как Ролан нанимает его в качестве консультанта. Все в офисе, кроме Кларка, поражены стилем и идеями Аарона, — но Джек предупреждает, что всё это только внешний блеск, но никакого содержания. |                         |               |                                                              |                 |                     |
| 17 | «Cubicles»              | Andy Ackerman | John Blickstead & Trey Kollmer                               | 30 марта 2017   | 6.82                |
| Джек говорит, что он нуждается в собственном офисе, чтобы избежать постоянного трёпа миллениумов, так что Брук устанавливает для него систему рабочих микрокабинок («кубиклов»). Когда это не помогает Джеку получить желаемого уединения, он обхаживает Брук, чтобы заполучить её офис. Позже, Рэйчел объявляет, что у неё есть прекрасная возможность работы с Торонто Рэпторс, — и они с Джеком взаимно соглашаются расстаться. Внезапно Джек понимает, что хотел бы поговорить об этом со своими друзьями. |                         |               |                                                              |                 |                     |
| 18 | «Party Paul»            | Andy Ackerman | Damir Konjicija & Dario Konjicija                            | 6 апреля 2017   | 6.97                |
| Роланд и Пол «идут в отрыв», пытаясь найти хоть какие-то точки взаимосоприкосновения — разумеется, этот загул осуществляется при техническом руководстве Джека. Эдди беспокоится о своём здоровье, а Брук — о пропаже. Миллениалы же, как и всегда, путаются у всех под ногами. Серия учит, насколько это важно: различать виски восемнадцати- и двадцатипятилетней выдержки. |                         |               |                                                              |                 |                     |
| 19 | «Ricky Leaks»           | Andy Ackerman | Jen Howell & Greg Trimmer                                    | 13 апреля 2017  | 6.33                |
| Когда Джек оскорбил Рики Ликса (исполн. англ. Rory Scovel; Ricky Leaks — аллюзия к WikiLeaks), IT-менеджера журнала, — то «техсперт» мстит, осуществляя утечку электронных писем, вызывавшую переполох сотрудников, которые отвернулись друг от друга. |                         |               |                                                              |                 |                     |
| 20 | «The Heartbreaker»      | Andy Ackerman | Alex Edelman & Isabelle Esposito                             | 27 апреля 2017  | 6.38                |
| Джек устраивает двойное свидание, чтобы вернуть Эдди в привычную колею после развода; но вечер перестаёт быть томным, когда они сталкиваются с Дениз (англ. Essence Atkins), бывшей женой Эдди. Тем временем, Эмма решает расстаться со своим бойфрендом Грегом (Энди Райдингс), и Кларк разрывается между подкатыванием к ней и спасением своей дружбы с Грегом. |                         |               |                                                              |                 |                     |
| 21 | «Roland's Secret»       | Andy Ackerman | Liz Feldman                                                  | 1 мая 2017      | 4.12                |
| Джек по очереди застаёт Роланда и Брук во время их семейных драм, и они оба пытаются заручиться его помощью, — чтобы оберечь приватность своих любовных отношений друг от друга. Джейн Ливз (англ. Jane Leeves) — приглашённая звезда, в роли Шерил, нового романтического интереса Роланда. |                         |               |                                                              |                 |                     |
| 22 | «The Company Retreat»   | Andy Ackerman | Mike Gibbons, Brad Stevens & Boyd Vico                       | 8 мая 2017      | 3.91                |
| Во время корпоративного тимбилдинга, Джек и Брук работают вместе над тем, чтобы помочь Кларку наконец-то замутить с Эммой — так же, как они сами сделали пять лет назад. При этом, чувства между Джеком и Брук вспыхивают с новой силой. Кроме того, Роланд просит Джека, чтобы тот возглавил персонал в его отсутствие, — пока он использует -возможно- единственный шанс в жизни, чтобы вернуться к деятельности полевого репортёра. Таков финал первого сезона сериала. |                         |               |                                                              |                 |                     |

## Отзывы критиков
- «В четырёх стенах» получил, в основном, средние оценки критиков. На сайте-агрегаторе Rotten Tomatoes сериал держит 46% «свежести» на основе 27 отзывов. Критический консенсус сайта гласит: «„В четырёх стенах“ состоит, в основном, из повторяющихся, шаблонных шуток, — хотя актёрский состав вполне достойно играет в рамках существенных ограничений материала»[34].
- На Metacritic сериал получил 51 балл из ста на основе 27-ми «смешанных или средних» отзывах[35].

## Награды
Сериал номинировался дважды:
1. 2017 — Art Directors Guild (Multi-Camera Television Series)
2. 2017 — People’s Choice Awards, USA (Nominated: Favorite New TV Comedy)